# Martin Lamou
Martin Lamou (né le 13 mai 1999 à Limoges), est un athlète français, spécialiste du triple saut.

## Biographie

### Débuts
Martin Lamou se révèle en avril 2014 lorsqu'il bat le record de France minime du triple saut avec 15,47 m. Le 27 février 2016 à Padoue, il bat le record du monde en salle cadet avec un saut à 16,34 m, améliorant de deux centimètres la marque de l'Ukrainien Viktor Kuznyetsov de 2003. 
En juillet 2016, il remporte le titre des championnats d'Europe cadets à Tbilissi avec un saut à 16,03 m. La semaine précédente, il avait porté son record à 16,15 m (16,46 m trop venté) lors des Championnats de France cadets-juniors à Châteauroux. 

### Sous la tutelle de Bily et Tamgho
En fin de saison 2016, il quitte son club et sa ville de Limoges pour Boulouris et le groupe de Teddy Tamgho (champion du monde 2013 de la discipline) et Laurence Bily, où un groupe de jeunes athlètes émerge (Melvin Raffin, Quentin Mouyabi et Ilionis Guillaume).
En juillet 2017, Martin Lamou est sélectionné de même que Raffin, Mouyabi et Guillaume pour les Championnats d'Europe juniors de Grosseto : en qualifications, le Limougeaud porte son record à 16,34 m et se qualifie pour la finale. Le lendemain, Lamou surprend en réalisant au second essai la meilleure performance européenne junior de l'année avec un saut à 16,97 m (+ 0,7 m/s) qu'il confirme à son troisième essai et quatrième essai avec 16,81 m (+ 0,1 m/s) et 16,86 m (+ 0,4 m/s) avant de mordre de peu un saut aux environs des 17,30 m. Avec ce résultat, il remporte  le titre junior européen, devançant l'Italien Andrea Dallavalle (16,87 m) et son partenaire d'entraînement et favori Melvin Raffin (16,82 m).
Le 14 juillet 2018, Martin Lamou devient vice-champion du Monde juniors lors des Championnats du Monde juniors organisés à Tampere (Finlande). Se qualifiant facilement pour la finale mais se blessant avant le concours, il assure quand même un premier saut à 16,44 m lui permettant de s'attribuer la deuxième place, largement en deçà des prétentions auxquelles il pouvait aspirer, derrière l'athlète cubain Jordan Diaz qui réalise à cette occasion le record des championnats avec 17,15 m.

### A Florida State University
En janvier 2019, Martin Lamou annonce qu'il rejoint l'Université d'État de Floride à Tallahassee après avoir obtenu une bourse pour pratiquer l'athlétisme avec les Seminoles de Florida State. Il souhaite également profiter de cette expérience pour s'essayer au football américain.

## Palmarès
| Date | Compétition                    | Lieu     | Résultat | Épreuve     | Marque  |
| ---- | ------------------------------ | -------- | -------- | ----------- | ------- |
| 2015 | Championnats du monde jeunesse | Cali     | 12e      | Triple saut | 14,34 m |
| 2016 | Championnats d'Europe cadets   | Tbilissi | 1er      | Triple saut | 16,14 m |
| 2017 | Championnats d'Europe juniors  | Grosseto | 1er      | Triple saut | 16,97 m |
| 2018 | Championnats du monde juniors  | Tampere  | 2e       | Triple saut | 16,44 m |

## Records
| Épreuve     | Épreuve   | Performance | Lieu     | Date            |
| ----------- | --------- | ----------- | -------- | --------------- |
| Triple saut | Plein air | 16,97 m     | Grosseto | 23 juillet 2017 |
| Triple saut | Salle     | 16,89 m     | Liévin   | 18 février 2018 |